# Megachactops kurripako
Espèce
Megachactops kurripako est une espèce de scorpions de la famille des Chactidae.

## Distribution
Cette espèce est endémique du département de Guainía en Colombie. Elle se rencontre vers Puerto Colombia.

## Description
Le mâle holotype mesure 34,4 mm et la femelle paratype 66,5 mm.

## Étymologie
Son nom d'espèce lui a été donné en référence au peuple indigène Curripaco.

## Publication originale
- Ythier, 2019 : A new species of Megachactops Ochoa, Rojas-Runjaic, Pinto-Da-Rocha & Prendini, 2013 (Scorpiones: Chactidae) from Colombia. Revista Ibérica de Aracnología, no 34: p. 69-75.